# Serial antologiczny

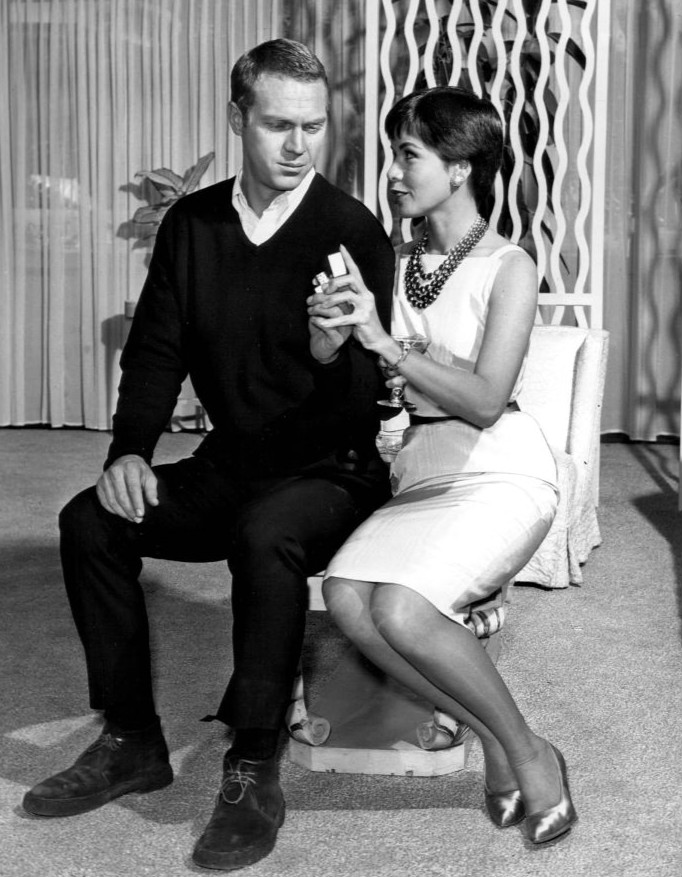
Kadr z serialu antologicznego Alfred Hitchcock przedstawia (1960)

Serial antologiczny – rodzaj serialu, zwłaszcza telewizyjnego, który realizuje formę antologii.

## Charakterystyka
Serial antologiczny zrywa z koncepcją narracji opowiadanej w sposób ciągły od pierwszego do ostatniego odcinka. Jego podstawową strukturą jest, w zależności od przypadku, pojedynczy odcinek bądź sezon, który zawiera jednolitą historię z własnymi miejscami akcji i postaciami. Dzięki temu serial funkcjonuje jako seria odrębnych programów: filmów telewizyjnych (w przypadku odcinków przedstawiających odrębną narrację) lub miniseriali (w przypadku sezonów), czasami z własnymi tytułami. Odrębne historie w obrębie serialu antologicznego mogą, ale nie muszą być ze sobą powiązane, na przykład poprzez wspólne postacie lub motywy.
Koncepcja serialu antologicznego zyskała popularność podczas tzw. złotej ery amerykańskiej telewizji, datowanej na lata 50. XX wieku. Taką formę realizowały wówczas popularne formaty takie jak Alfred Hitchcock przedstawia, Strefa mroku czy Playhouse 90. Kolejną falę popularności seriali antologicznych rozpoczął w 2011 American Horror Story. W 2020 amerykańska Akademia Telewizyjna wprowadziła zmianę w nagrodach Emmy: pojęcie serialu antologicznego zostało wprowadzone do nazw kategorii, które dotychczas dotyczyły miniseriali (wcześniej seriale antologiczne mogły, w zależności od przypadku, być nominowane jako seriale dramatyczne, seriale komediowe, miniseriale lub filmy telewizyjne). W 2021 analogiczną zmianę ogłosiło Hollywoodzkie Stowarzyszenie Prasy Zagranicznej przyznające Złote Globy.
W filmie pojęciem podobnym do serialu antologicznego jest antologia filmowa.

## Przykłady antologicznych seriali telewizyjnych

### Z odrębnymi historiami w obrębie odcinków
- A gdyby…? (2021–obecnie)
- Alfred Hitchcock przedstawia (1955–1965)
- American Horror Stories (2021–obecnie)
- American Playhouse (1982–1993)
- CBS Playhouse (1967–1970)
- Czarne lustro (2011–obecnie)
- Dekalog (1989–1990)
- Easy (2016–2019)
- Girl from Nowhere (2018–2021)
- Great Performances (1972–obecnie)
- Miłość, śmierć i roboty (2019–obecnie)
- Opowieści z krypty (1989–1996)
- Playhouse 90 (1956–1960)
- Strefa mroku (1959–1964)
- Strefa mroku (2019–2020)

### Z odrębnymi historiami w obrębie sezonów
- American Crime (2015–2017)
- American Crime Story (2016–obecnie)
- American Horror Story (2011–obecnie)
- Biały Lotos (2021–obecnie)
- Detektyw (2014–obecnie)
- Dirty John (2018–2020)
- Fargo (2014–obecnie)
- Konflikt (2017–obecnie)